# شبيه الفقاع
شبيه الفقاع (Pemphigoid) هي مجموعة من الأمراض الجلدية التقرحية الناجمة عن المناعة الذاتية. وهي تشبه في مظهرها العام-كما يوحي اسمها- الفقاعات، ولكن ما يفرقها عن الفقاع أنها لا تتسم بانحلال الأشواك.
وشبيه الفقاع أكثر انتشارًا من الفقاع وتصاب به النساء أكثر من الرجال. بل يُصاب به من تتجاوز أعمارهم 60 عاما أكثر من الشباب.

## التصنيف

### الكريين المناعي ج
تصنف أشكال شبيه الفقاع على أنها أمراض جلدية مناعية تصيب النسيج الضام. يوجد أنواع عديدة من شبيه الفقاع:
- شبيه الفقاع الحملي أو (Pemphigoid gestationis) (PG) (التسمية السابقة له هي هربس الحمل).
- شبيه الفقاع الفقاعي (BP) والذي نادرًا ما يؤثر في الفم.
- شبيه فقاع الغشاء المخاطي ويعرف أيضًا بشبيه الفقاع النَّدْبِي (CP) (لا علاقة له بالجلد).

وعادة ما يصاب بشبيه الفقاع الفقاعي وشبيه الفقاع الندبي من تجاوزوا سن الستين. ويحدث شبيه الفقاع الحملي أثناء الحمل، ودائمًا في الأثلوث الثاني، أو الثالث، أو بعد الحمل مباشرة.

### الكريين المناعي أ
عادة ما يتواسط الكريين المناعي ج في شبيه الفقاع ولكن هناك حالات أيضًا ثبت أن الكريين المناعي أ يتواسطه أيضًا.
ولا يصاب الفم بشبيه الفقاع ذي الكريين المناعي إلا نادرًا .